# 索佐波爾

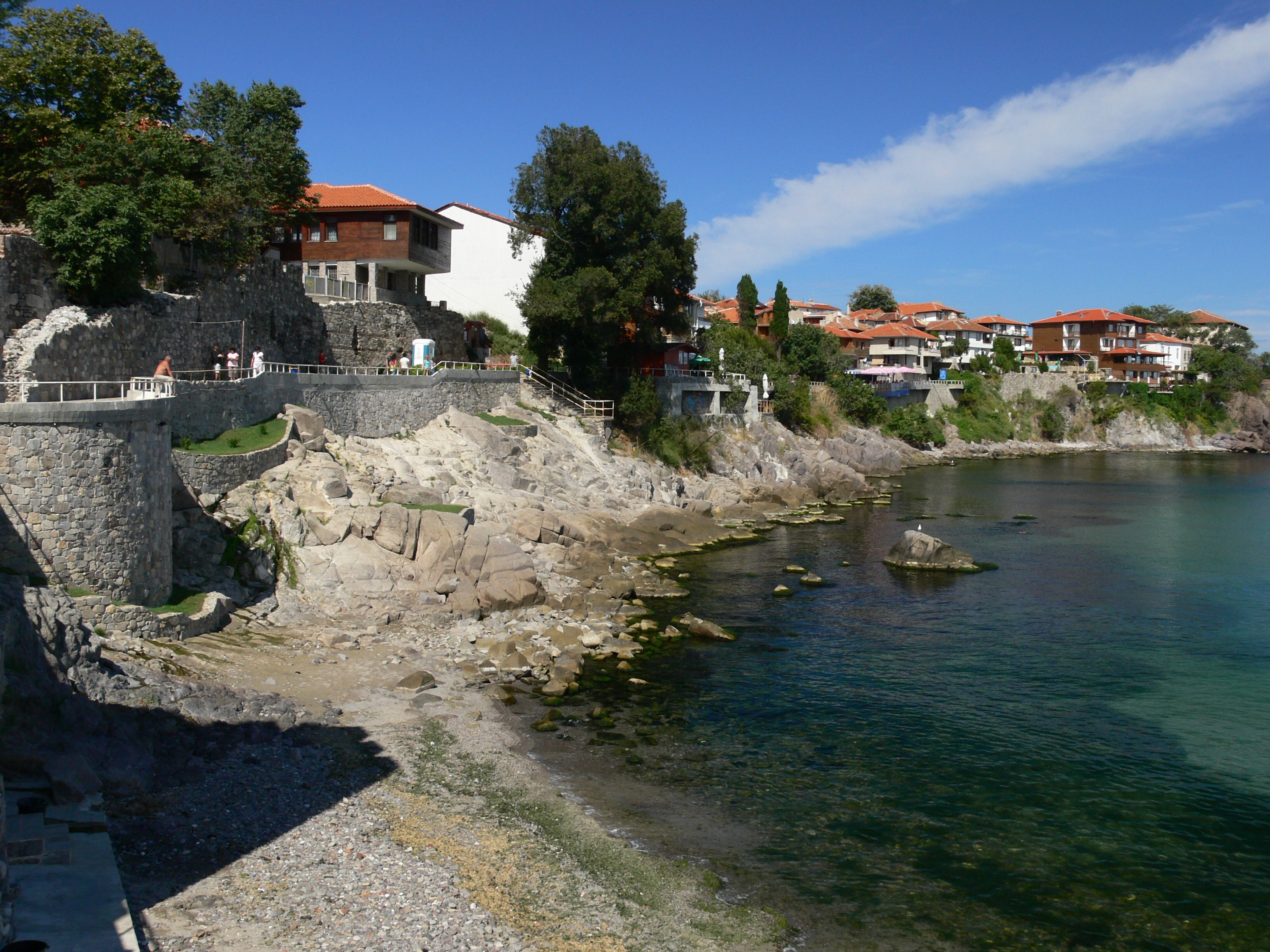

索佐波爾是保加利亞的城鎮，位於該國東南部黑海沿岸，距離首府布爾加斯35公里，由布爾加斯州負責管轄，2009年人口5,753，居民主要信奉東正教。

## 外部連結
- newdavent.org （页面存档备份，存于）
- The news about Sozopol （页面存档备份，存于）